# Titus (geslacht)
Titus is een geslacht van spinnen uit de familie bodemjachtspinnen (Gnaphosidae).

## Soorten
De volgende soorten zijn bij het geslacht ingedeeld:
- Titus lugens O. P.-Cambridge, 1901